# Francisco Mouat
Francisco Mouat Croxatto (Santiago de Chile, 16 de enero de 1962) es un escritor, periodista, librero y editor chileno. Ha trabajado en diversos medios, tanto en prensa escrita, radio y televisión. 

## Biografía
Estudió periodismo en la Pontificia Universidad Católica (PUC) entre 1980 a 1984 y Licenciatura en Estética en la misma universidad entre 1987 y 1988.
Trabajó como redactor en las revistas Apsi (1984-1989) y Hoy (1989-1991). Fue director de la revista deportiva Don Balón (1992-1997) y editor de la Revista del Domingo en Viaje del diario El Mercurio (1998-2007).
En televisión participó como periodista en el programa de TVN El mirador (1991-1992). En radio participa actualmente como comentarista deportivo en el programa Los Tenores y conduce el de cultura Entrelíneas, ambos de Radio ADN.
Mouat ha publicado libros con diversas temáticas. Es dueño de la librería Lolita y creador de Lolita Editores, sello independiente.

## Obras
- Cosas del fútbol. Pehuén Editores (1989)
- El Teniente Bello y otras pérdidas. Carlos Porter Editores (1998)
- El empampado Riquelme. Ediciones B (2001)
- Nuevas cosas del fútbol. Ediciones B (2002)
- Chilenos de raza. El Mercurio-Aguilar (2004)
- Crónicas ociosas. El Mercurio-Aguilar (2005)
- Tres viajes. Mondadori (2007)
- La vida deshilachada. Debate (2008)
- Algunos adioses. Lolita Editores (2010)
- Calendario 2008-2011. Lolita Editores (2011)
- Chilenos de raza. Lolita Editores (2011)
- Diccionario ilustrado del fútbol. Lolita Editores (2011)
- Las siete vidas del Gato Gamboa. Lolita Editores (2012)
- El empampado Riquelme. Lolita Editores (2012)
- Nuevas cosas del fútbol. Lolita Editores (2012)
- Soy de la U. Lolita Editores (2013)
- Tres viajes. Lolita Editores (2015)
- Calendario 2004 - 2014. Lolita Editores (2016)
- Soy de la U, Nueva edición. Lolita Editores (2017)
- El empampado Riquelme. Nueva edición revisada y aumentada. Lolita Editores (2018)
- Escala técnica. Ediciones Overol (2020)
- El empampado Riquelme. Colección Bordes. Planeta (2021)
- Paraíso canalla. Ediciones Overol (2021)
- Autorretratos: conversaciones con Luis Poirot. Hueders (2021)
- "Un puñado de cerezas", Ediciones Overol (2023)
- "Ser de la U", ediciones Overol (2024)